# Летняя Универсиада 1997
Летняя Универсиада 1997 — 19-я летняя Универсиада проходила на итальянском острове Сицилия с 20 по 31 августа 1997 года. В рамках турнира были проведены соревнования в 10 видах спорта. Основная часть соревнования прошла в городах Катания, Палермо и Мессина. Также, отдельные матчи по футболу и баскетболу проходили более чем в десятке других городов Сицилии.

## Виды спорта
- Лёгкая атлетика (50)
- Баскетбол (2)
- Прыжки в воду (12)
- Фехтование (12)
- Футбол (2)
- Гимнастика
- Плавание (42)
- Теннис (7)
- Волейбол (2)
- Водное поло (2)

## Общий медальный зачёт
Цветом выделена страна, принимающая Универсиаду.
| Место | Страна               | Золото | Серебро | Бронза | Всего |
| ----- | -------------------- | ------ | ------- | ------ | ----- |
| 1     | США                  | 20     | 19      | 22     | 61    |
| 2     | Украина              | 17     | 6       | 4      | 27    |
| 3     | Япония               | 14     | 8       | 11     | 33    |
| 4     | Россия               | 10     | 14      | 10     | 34    |
| 5     | Китай                | 10     | 9       | 7      | 26    |
| 6     | Италия               | 7      | 15      | 10     | 32    |
| 7     | Куба                 | 7      | 11      | 4      | 22    |
| 8     | Венгрия              | 7      | 4       | 1      | 12    |
| 9     | Республика Корея     | 5      | 3       | 2      | 10    |
| 10    | Словакия             | 4      | 0       | 2      | 6     |
| 11    | Румыния              | 3      | 4       | 6      | 13    |
| 12    | Беларусь             | 3      | 2       | 3      | 8     |
| 13    | Бразилия             | 3      | 2       | 1      | 6     |
| 14    | Франция              | 2      | 4       | 6      | 12    |
| 15    | Австралия            | 2      | 3       | 5      | 10    |
| 16    | ЮАР                  | 2      | 2       | 2      | 6     |
| 17    | Германия             | 2      | 1       | 8      | 11    |
| 18    | Китайская Республика | 2      | 1       | 1      | 4     |
| 19    | Великобритания       | 2      | 1       | 3      | 6     |
| 20    | Нигерия              | 2      | 0       | 0      | 2     |
| 21    | Чехия                | 1      | 4       | 4      | 9     |
| 22    | Мексика              | 1      | 2       | 1      | 4     |
| 22    | Нидерланды           | 1      | 2       | 1      | 4     |
| 24    | Польша               | 1      | 1       | 5      | 7     |
| 25    | Греция               | 1      | 0       | 0      | 1     |
| 26    | Канада               | 0      | 4       | 4      | 8     |
| 27    | Ямайка               | 0      | 2       | 1      | 3     |
| 28    | Кения                | 0      | 1       | 1      | 2     |
| 28    | Португалия           | 0      | 1       | 1      | 2     |
| 30    | Бельгия              | 0      | 1       | 0      | 1     |
| 30    | Израиль              | 0      | 1       | 0      | 1     |
| 30    | Испания              | 0      | 1       | 0      | 1     |
| 33    | Австрия              | 0      | 0       | 3      | 3     |
| 34    | Словения             | 0      | 0       | 2      | 2     |
| 35    | Болгария             | 0      | 0       | 1      | 1     |
| 35    | Хорватия             | 0      | 0       | 1      | 1     |
| 35    | Кипр                 | 0      | 0       | 1      | 1     |
| 35    | Катар                | 0      | 0       | 1      | 1     |
|       | Всего                | 129    | 129     | 135    | 393   |

## Медалисты

### Баскетбол
| Соревнование | Золото | Серебро | Бронза |
| ------------ | ------ | ------- | ------ |
| Мужчины      | США    | Япония  | Канада |
| Женщины      | США    | Куба    | Чехия  |

### Волейбол
| Соревнование | Золото           | Серебро | Бронза |
| ------------ | ---------------- | ------- | ------ |
| Мужчины      | Республика Корея | Италия  | Россия |
| Женщины      | Россия           | США     | Япония |

### Водное поло
| Соревнование | Золото | Серебро | Бронза    |
| ------------ | ------ | ------- | --------- |
| Мужчины      | Италия | Венгрия | Австралия |

### Спортивная гимнастика

#### Мужчины
| Соревнование              | Золото                     | Серебро                       | Бронза                        |
| ------------------------- | -------------------------- | ----------------------------- | ----------------------------- |
| Командное многоборье      | Китай                      | Япония                        | Румыния                       |
| Индивидуальное многоборье | Чжэн Лиху (Китай)          | Чжао Шэнь (Китай)             | Ван Дун (Китай)               |
| Вольные упражнения        | Чжао Шэнь (Китай)          | Чхо Сонмин (Республика Корея) | Йоан Силвиу Сучу (Румыния)    |
| Конь-махи                 | Йоан Силвиу Сучу (Румыния) | Кэнъити Фудзита (Япония)      | Альберто Бузнари (Италия)     |
| Кольца                    | Юри Кеки (Италия)          | Роберто Галли (Италия)        | Алексей Демьянов (Хорватия)   |
| Опорный прыжок            | Наоя Цукахара (Япония)     | Йоан Силвиу Сучу (Румыния)    | Чхо Сонмин (Республика Корея) |
| Параллельные брусья       | Чжао Шэнь (Китай)          | Наоя Цукахара (Япония)        | Митья Петковшек (Словения)    |
| Перекладина               | Ёсихиро Сайто (Япония)     | Чжэн Лихуэй (Китай)           | Ёсиаки Хатакэда (Япония)      |

#### Женщины
| Соревнование              | Золото                  | Серебро                  | Бронза                   |
| ------------------------- | ----------------------- | ------------------------ | ------------------------ |
| Командное многоборье      | Россия                  | США                      | Япония                   |
| Индивидуальное многоборье | Шеннон Миллер (США)     | Кэтлин Шрайвес (США)     | Риза Сугавара (Япония)   |
| Вольные упражнения        | Риза Сугавара (Япония)  | Оксана Поставец (Россия) | Лейянет Гонсалес (Куба)  |
| Опорный прыжок            | Деннисе Лопес (Мексика) | Алла Печкова (Россия)    | Лив Браун (США)          |
| Разновысокие брусья       | Чжэн Чжи (Китай)        | Риза Сугавара (Япония)   | Кэтлин Шрайвес (США)     |
| Бревно                    | Риза Сугавара (Япония)  | Лейянет Гонсалес (Куба)  | Розалия Галиева (Россия) |

### Художественная гимнастика
| Соревнование              | Золото                                             | Серебро                                            | Бронза                     |
| ------------------------- | -------------------------------------------------- | -------------------------------------------------- | -------------------------- |
| Индивидуальное многоборье | Елена Витриченко (Украина)                         | Татьяна Огрызко (Беларусь)                         | Амина Зарипова (Россия)    |
| Обруч                     | Ева Серрано (Франция) Елена Витриченко (Украина)   | —                                                  | Татьяна Огрызко (Беларусь) |
| Лента                     | Елена Витриченко (Украина)                         | Татьяна Огрызко (Беларусь) Амина Зарипова (Россия) | —                          |
| Булава                    | Татьяна Огрызко (Беларусь) Амина Зарипова (Россия) | —                                                  | Елена Витриченко (Украина) |
| Скакалка                  | Елена Витриченко (Украина)                         | Амина Зарипова (Россия)                            | Ева Серрано (Франция)      |

### Футбол
| Соревнование | Золото | Серебро          | Бронза |
| ------------ | ------ | ---------------- | ------ |
| Мужчины      | Италия | Республика Корея | США    |

### Фехтование

#### Общий зачёт
| Место           | Страна          | Золото | Серебро | Бронза | Всего |
| --------------- | --------------- | ------ | ------- | ------ | ----- |
| 1               | Украина         | 4      | 1       | 2      | 7     |
| 2               | Венгрия         | 3      | 2       | 1      | 6     |
| 3               | Италия          | 2      | 3       | 1      | 6     |
| 4               | Куба            | 1      | 2       | 0      | 3     |
| 5               | Россия          | 0      | 2       | 2      | 4     |
| 6               | Китай           | 0      | 0       | 4      | 4     |
| 7               | Польша          | 0      | 0       | 2      | 2     |
| 8               | Беларусь        | 0      | 0       | 1      | 1     |
| 8               | Германия        | 0      | 0       | 1      | 1     |
| 8               | Румыния         | 0      | 0       | 1      | 1     |
| Всего стран: 10 | Всего стран: 10 | 10     | 10      | 15     | 35    |

### Теннис
| Соревнование | Золото                                                      | Серебро                                                              | Бронза |
| ------------ | ----------------------------------------------------------- | -------------------------------------------------------------------- | --- |
| Мужчины      | Юн Ён Иль (Республика Корея)                                | Павел Кудрнач (Чехия)                                                | Линь Бинчжао (Китайская Республика) Александр фон Хуго (Германия)                                            |
| Женщины      | Ван Сытин (Китайская Республика)                            | Мария Калья (Франция)                                                | Чон Ми Ра (Республика Корея) Джермана ди Натале (Италия)                                                     |
| Мужчины пары | Ли Хён Тхэк (Республика Корея) Юн Ён Иль (Республика Корея) | Мартин Дворжачек (Чехия) Павел Кудрнач (Чехия)                       | Массимо Кальвелли (Италия) Лоренцо Пеннизи (Италия) Владимир Лыс (Украина) Александр Ярмола (Украина)        |
| Женщины пары | Сюй (Китайская Республика) Ван Сытин (Китайская Республика) | Фейстель (Польша) Катажина Теодорович (Польша)                       | Синобу Асагоэ (Япония) Сэйко Окамото (Япония) Патрисия Маркова (Словакия) Омбрейкова (Словакия)              |
| Микст        | Чон Ми Ра (Республика Корея) Ким (Республика Корея)         | Ван Сытин (Китайская Республика) Линь Бинчжао (Китайская Республика) | Клаудиа Тимм (Германия) Александр фон Хуго (Германия) Патрисия Маркова (Словакия) Эрик Чарнакович (Словакия) |